# Набутов, Виктор Кириллович
Ви́ктор Кири́ллович На́бутов (род. 12 апреля 1978, Ленинград) — российский теле- и радиоведущий, спортивный комментатор, продюсер. Генеральный продюсер радиостанции «Серебряный дождь».

## Биография
Родился 12 апреля 1978 года в Ленинграде. Дед Виктор Набутов (1917—1973) — советский футболист и спортивный комментатор. Отец Кирилл Набутов (род. 1957) — спортивный комментатор, тележурналист. Дед по материнской линии — олимпийский чемпион по боксу Геннадий Шатков (1932—2009).
В 2002 году окончил факультет международных отношений СПбГУ.
В сентябре 2020 года стал отцом.

### Карьера в СМИ
Карьера Виктора Набутова началась на радио «Модерн» в Петербурге в радиопередаче о блюзе «Блюз-Тайм» в паре с Геннадием Бачинским.
В 1999 году стал ведущим программы «Сегоднячко-Питер».
С 2002 года работал на спортивном канале «НТВ-Плюс» в роли телекомментатора. Профилирующими видами спорта являлись пулевая стрельба и фехтование. Вёл информационную программу «Пресс-центр» на НТВ-Плюс Спорт и еженедельный околоспортивный тележурнал «Спортиссимо». Затем некоторое время вёл программу «Времечко» на «ТВ Центре».
С 2006 года работал радиоведущим на радиостанции «Сити-FM» («Сити-сообщество», «Московский инцидент», «Мэрия без Лужкова с Виктором Набутовым», «Московский общепит») и параллельно генеральным продюсером радиостанции «Зенит».
В 2007—2008 годах вёл программы «Утро командира» и «ЦСКАйф» на телеканале «Звезда». В 2008 году — ведущий цикла документального сериала «Новая Россия. Начало» на том же канале. Всего вышло восемь выпусков.
С ноября 2007 по июнь 2009 года вёл вечернее шоу «Без купюр» на радиостанции «Европа Плюс».
С августа 2010 по июнь 2012 года вёл утренний информационно-развлекательный канал «НТВ утром» (НТВ) в паре с Инной Глебовой, позже с Валдисом Пельшем и Марианной Соломахиной.
С мая 2012 года — один из ведущих радиостанции «Серебряный дождь», где вёл программы «С приветом, Набутов!», «Станция Баррикадная» (совместно с Ксенией Собчак) и «Завтрак включён».
С июля по сентябрь 2012 года — автор и ведущий дневного ток-шоу «Средь бела дня» на НТВ.
В июне 2017 года на НТВ был показан документальный фильм «„Зенит“ — „Приразломная“: первые в Арктике», где Набутов вместе с отцом являлся ведущим и повествователем.
В 2020 году запустил YouTube-канал «Набутовы», в котором выступает ведущим вместе со своим отцом — Кириллом и братом — Петром.
С мая 2022 года — генеральный продюсер радиостанции «Серебряный дождь».
В 2022 году стал лауреатом премии «Радиомания» в номинации «Радиоведущий/Интервьюер».

## Участие в других телепроектах
В качестве приглашённого гостя принимал участие в телепередачах «Давай поженимся!», «Голодные игры» на телеканале «Пятница!» и «Не верю!» на телеканале «Спас».
В 2013 году принимал участие в телепроекте канала «Россия-1» «Танцы со звёздами».